# Schillersdorf
 Schillersdorf (en alsacià Schíllerschdorf) és un municipi francès, situat a la regió del Gran Est, al departament del Baix Rin. L'any 1999 tenia 456 habitants.
Forma part del cantó d'Ingwiller, del districte de Saverne i de la Comunitat de comunes de Hanau-La Petite Pierre.

## Demografia
| 1962 | 1968 | 1975 | 1982 | 1990 | 1999 |
| ---- | ---- | ---- | ---- | ---- | ---- |
| 429  | 449  | 434  | 445  | 479  | 456  |

## Administració
| Període | Identitat        | Partit |
| ------- | ---------------- | ------ |
| 2001-   | Bernard Brumbter |        |